# Gundelach Møller
Jacob Christian Johan Hendrik Gundelach Møller, född 7 augusti 1797 i Århus, död 6 maj 1845 i Köpenhamn, var en dansk kirurg.
Møller blev student 1815, tog kirurgisk examen 1821 och kom in som kandidat vid Frederiks Hospital. Han vann Köpenhamns universitets guldmedalj för besvarandet av uppgiften i medicin 1824 och blev samma år reservkirurg både vid sjukhuset och vid Det Kongelige Kirurgiske Akademi, där han 1826 blev adjunkt. Åren 1828–31 vistades han utomlands, främst i Paris, där han studerade kirurgi under Guillaume Dupuytren. År 1830 utnämndes han till överkirurg vid Frederiks Hospital, 1831 till e.o. professor vid Kirurgiska akademien, 1833 kom han in i dess styrelse.
Møllers verksamhet på Frederiks Hospital betecknar en ny era. Han organiserade en förträfflig klinisk undervisning, införde daglig journalföring och höjde på alla sätt den vetenskapliga nivån, även om han mötte svårigheter i början. Efter ett års verksamhet utgav han "Det kgl. Frederiks Hospitals kirurgiske Aarbog", ett något omodernt verk (1832), som skarpt kritiserades av "Tre læger" (J.C. Bendz, M. Djørup och A.G. Sommer) och gav anledning till betydande polemik.
Då Kirurgiska akademien 1842 uppgick i medicinska fakulteten blev Møller ordinarie professor i denna, assessor i konsistoriet och ledamot av Sundhedskollegiet, men tvingades 1844 ta avsked på grund av sjukdom. Studenterna hedrade honom med ett fackeltåg, och 1849 reste danska läkare ett minnesmärke på hans grav. Han stiftade det Gundelach-Møllerske legat. Från hans penna föreligger några översikter och kasuistiska meddelanden.